# Marschak Interaction Method (MIM)
Marschak Interaction Method eller MIM är en metod inom lekterapi som innebär att man studerar samspelet mellan föräldrar och barn. 
Samspelet, som videoinspelas, undersöks genom både fri lek och strukturerade uppgifter. MIM kan användas som bedömningsgrund vid diagnostik, terapi eller annan intervention. MIM är ursprungligen en forskningsmetod och utvecklades på 1960-talet av Marianne Marschak vid Yale Child Study Center (USA). Metoden har genomgått fortsatt utveckling och används idag både kliniskt och i forskningssammanhang i flera länder; i både Europa, Asien och Amerika .
Både MIM och Theraplay är anknytningsbaserade samspelsmodeller där MIM utgör bedömningsdelen och Theraplay behandlingsdelen. Man utgår från anknytningsteorin och vikten av relationen mellan barnet och vårdnadshavaren. Utgångspunkten är att mänskligt beteende påverkas av det sociala sammanhanget. Varje familjemedlem påverkas av och är påverkad av alla andra i familjen. Barnets utveckling är i hög grad beroende av hur dess omsorgspersoner möter det under de första åren. Forskningen har visat att anknytningsrelationens kvalitet har stor betydelse för hur barn hanterar stress och frustrationer. Tidiga erfarenheter av relationer med andra människor skapar minnesstrukturer som är avgörande för både den emotionella-, kognitiva- och sociala utvecklingen .

## Arbetssättet
Under en samspelsobservation görs en strukturerad kvalitativ bedömning av förälderns förmåga att tillgodose barnets basala känslomässiga behov samt av barnets emotionella välbefinnande. Förälderns förmåga att tona in och reglera barnets affekter är central. Det icke verbala samspelet är således i fokus. Samspelsmetoden finns i olika versioner anpassade till olika mognadsnivåer hos barnet. Aktiviteterna och tolkningen är kopplad till fem olika dimensioner i samspelet mellan föräldrar och barn; struktur, utmaning, emotionell ömsesidighet och initiativ, omsorg samt lekfullhet, se figur 1. Utifrån bedömningen kan man identifiera eventuella svårigheter och inrikta behandlingen. Samspelsbedömningen kan på så sätt utgöra en grund för planering av fortsatt behandling eller som ett arbetsredskap att använda tillsammans med föräldrarna Föräldrarnas egna anknytningsmönster har också betydelse för samspelet. Anknytningsstilen som utgår från inre arbetande modeller för hur relationer fungerar kommer på olika att sätt påverka relationen med barnet. Man fann i en studie av förskolebarn ett samband mellan mödrarnas förmåga att strukturera, utmana, engagera, stödja och underlätta och barnets förmåga att utforska, visa ömsesidighet i kommunikationen och reglera sitt eget beteende .
MIM kan även användas för att mäta behandlingseffekt vid Theraplaybehandling, både kliniskt och i forskningssammanhang. Man har i en studie av 11 föräldrar-barn dyader som erhållit minst åtta Theraplaysessioner genomfört MIMRS före och efter terapin och funnit att MIMRS på ett bra sätt kunde fånga förändringen i föräldra-barn relationen .

## Effektivitet
Reliabilitet och konstruktvaliditet för Marschak Interaction Method Rating System (MIMRS) har undersökts, dock i begränsad omfattning. 
Man fann i en mindre studie (n= 31) med tonårsmödrar hög intern konsistens för det sammanfattande korrelationsmåttet mellan samtliga uppmätta enheter. Mätning av begreppsvaliditeten visar att MIMSR kan fånga kvalitén i samspelet mellan barn och förälder. Författarna konstaterar att MIMSR visade hög inter bedömarreliabilitet och hög intern konsistens . I en finsk undersökning där 54 familjer deltog fann man att MIM på ett tillförlitligt sätt skiljer en icke-klinisk grupp från två olika kliniska grupper, se tabell. Man drar slutsatsen att MIM bedömning kliniskt sett visat sig vara tillämplig inom ett brett område. Man konstaterar dock att en metod inte är bättre än dess användare och att det är avgörande att den kunskap man fått fram genom samspelsbedömningen används rätt och ansvarsfullt .